# Marc Perpenna (ambaixador)
Marc Perpenna (en llatí: Marcus Perperna o llatí: Perpenna) va ser un magistrat romà. Formava part de la gens Perpenna.
Va ser un dels ambaixadors enviats al rei Gentius d'Il·líria l'any 168 aC junt amb Luci Petil·li. Als dos homes el rei els va fer empresonar. Només van ser alliberats quan els romans van derrotar Gentius, dirigits pel pretor Anici. Perpenna va ser enviat a Roma pel pretor a comunicar la notícia de la victòria.